# Aninoasa (gmina w okręgu Gorj)
Aninoasa – gmina w Rumunii, w okręgu Gorj. Obejmuje miejscowości Aninoasa, Bobaia, Costești, Groșerea i Sterpoaia. W 2011 roku liczyła 3914 mieszkańców.